# ZBD-03
Der ZBD-03 (andere Bezeichnungen Typ 03 und WZ506) ist ein Luftlandepanzer der Luftlandetruppen der Volksrepublik China. Erste Prototypen trugen die Bezeichnung ZLC-2000.

## Entwicklungsgeschichte
Seit Mitte der 1990er-Jahre soll die Volksbefreiungsarmee einen modernen Luftlandepanzer gefordert haben, um die Offensivfähigkeiten ihrer Luftlandetruppen auszubauen. Unbestätigte Berichte deuten darauf hin, dass sich die VR China an Russland wandte, um ein mögliches Kaufgeschäft oder sogar eine Lizenzproduktion einer Variante der BMD-Reihe des luftgestützten Schützenpanzers zu erreichen. Die Verhandlungen verliefen ohne Ergebnis, worauf China beschloss, einen eigenen Fahrzeugentwurf anzufertigen. Um das Jahr 2000 stellte der chinesische Rüstungskonzern Norinco den ZLC-2000 (industrielle Bezeichnung: WZ506) vor, die Entwicklung des zugehörigen Fallschirmabwurfsystems K/STW-17 wurde 2004 abgeschlossen. Mitte der 2000er-Jahre wurde das Fahrzeug auf diversen nationalen und internationalen Militärmanövern gesichtet.

## Technik
Das luftgekühlte Diesel-Antriebsaggregat ist vorne rechts im Fahrzeug verbaut, der Fahrer sitzt links und verfügt wie der Kommandant über ein Nachtsichtgerät. Der Turm befindet sich in der Mitte des Fahrzeugs, während sich die Luke des Schützen an der Turmoberseite befindet. Das Truppenabteil für fünf Fallschirmjäger befindet sich hinter dem Turm, welches durch eine Hecktür betreten werden kann. Es gibt sechs Schießöffnungen (drei links, zwei rechts und eine an der Tür), sodass die Fallschirmjäger während der Fahrt mit ihren Schusswaffen an Gefechten partizipieren können. Das Fahrzeug ist voll amphibisch, der Antrieb im Wasser erfolgt durch das Kettenlaufwerk. Die hydropneumatische Federung kann an das Gelände angepasst werden und minimiert zudem die Gesamthöhe des ZBD-03 im Laderaum des Transportflugzeuges. Das Fahrzeug ähnelte äußerlich den russischen BMDs und wird ebenso mithilfe mehrerer Fallschirme von Transportflugzeugen aus abgesetzt.  Die Hauptbewaffnung des ZBD-03 ist eine 30-mm-Maschinenkanone und ein HJ-73C-Panzerabwehrlenkwaffenstarter (mit drei Ersatzraketen). Im um 360° drehbaren Turm befindet sich zusätzlich ein koaxiales 7,62-mm-Maschinengewehr. Es ist nicht bekannt, ob die Kanone stabilisiert ist. Dem Schützen steht ein optisches Visier mit Wärmebildkanal für den Nachtkampf zur Verfügung.

## Versionen
Der ZBD-03 wird in mindestens drei Versionen eingesetzt:
- ZLC2000: erste Fahrzeuggeneration.
- ZBD-03 (mobiler Befehlsstand): Die Befehls- und Kommandofahrzeugversion verfügt über einen höheren hinteren Rumpf zur Aufnahme umfangreicherer Funktechnik.
- ZBD-03 (Waffenträger): bewaffnet mit dem Panzerabwehrraketensystem HJ-8.